# Hippolyt Kempf
Hippolyt Kempf (* 10. prosince 1965 Lucern) je bývalý švýcarský sdruženář. Na Zimních olympijských hrách 1988 vyhrál závod jednotlivců a získal stříbrnou medaili v soutěži družstev, na Zimních olympijských hrách 1994 skončil se švýcarským týmem na třetím místě. Na mistrovství světa v klasickém lyžování 1989 byl druhý v závodě družstev a čtvrtý mezi jednotlivci. Vyhrál pět závodů Světového poháru a v letech 1987 a 1990 se stal mistrem Švýcarska v individuálním závodě. V roce 1988 byl zvolen švýcarským sportovcem roku. Kariéru ukončil v roce 1994, vystudoval ekonomii na Freiburské univerzitě a působil v organizaci Swiss-Ski a švýcarském Spolkovém úřadu pro sport.